# Antiagrion gayi
Antiagrion gayi е вид водно конче от семейство Coenagrionidae. Видът е незастрашен от изчезване.

## Разпространение
Разпространен е в Чили.